# Suzana Prates
Suzana Prates (Belo Horizonte, Minas Gerais, Brasil, 27 de junio de 1940 - Montevideo, Uruguay, 5 de enero de 1988) fue una feminista y académica brasileña que dedicó su vida al pensamiento feminista nacional y latinoamericano. Fue fundadora del Centro de Estudios e Informaciones del Uruguay (CIESU) y del Grupo de Estudios sobre la Condición de la Mujer en Uruguay (GRECMU).

## Biografía
Su familia y su infancia transcurrieron en un pequeño pueblo en el interior de Minas Gerais, en el seno de una familia perteneciente al patriciado mineiro, que ella describiría como "parecida a la familia Buendía, dibujada por García Márquez en Cien Años de Soledad". Vivió toda su juventud en Brasil, donde cursó estudios en magisterio y ciencias sociales. Fue militante del grupo política operaria de la emergente izquierda brasileña y mineira.
De Minas Gerais viajó a Chile para cursar la maestría de sociología en FLACSO. Allí conoció a quien sería su compañero de vida, Carlos Filgueira, con quien desarrolló varios proyectos académicos e institucionales y con quien tuvo tres hijos: Carlos, Fernando y Rodrigo. Finalizada su maestría y luego de una corta estancia en Uruguay, Prates fue docente en la Universidad Federal de Minas Gerais.
En 1971 retornó a Uruguay, donde llevó a cabo la mayor parte de su producción académica y de su activismo social y político. Sus primeros trabajos la encontraron cerca de la demografía, los estudios sobre estructura social y la investigación sobre la forja histórica de los modelos de producción agrarios en Uruguay y la región.
Fue fundadora del Centro de Estudios e Informaciones del Uruguay (CIESU) junto a un grupo de colegas que eligieron permanecer en el país luego del golpe de Estado. Desde allí contribuyó, con investigación y docencia, a mantener vivas las ciencias sociales y a forjar una generación de cientistas sociales a pesar de la censura y la represión de la dictadura. Desde CIESU creó el grupo de estudios sobre la condición de la mujer en Uruguay (GRECMU), el que pocos años después se constituyó como centro independiente. Fue su directora y desde allí marcó una línea novedosa: su labor combinó investigación rigurosa, trabajo con organizaciones sociales de mujeres y acción política feminista directa, como lo ejemplifica su publicación de difusión y acción, La Cacerola - emblema feminista de la lucha contra la dictadura.
Fue en esta etapa final de la dictadura y en los primeros años de democracia en donde maduraron sus mayores aportes a las ciencias sociales en general y al desarrollo de la academia feminista uruguaya y latinoamericana. Sus tesis sobre la doble invisibilidad del trabajo femenino, sus estudios sobre las relaciones informales capital-trabajo y su articulación con el patriarcado y el modelo neoliberal de exportaciones no tradicionales, así como sus trabajos sobre las condiciones de las trabajadoras domésticas en el país y la región son hoy textos de referencia que crearon y marcaron agendas de investigación e incidencia política y social feminista y progresista.